# Sarıqayabaşı-udden
Sarıqayabaşı-udden (azerbajdzjanska: Sarıqayabaşı burnu) är en udde i Azerbajdzjan.   Den ligger på Apsjeronhalvön i distriktet Sumgait, i den östra delen av landet, 30 km nordväst om huvudstaden Baku.
Terrängen inåt land är platt. Runt Sarıqayabaşı-udden är det tätbefolkat, med 982 invånare per kvadratkilometer.. Närmaste större samhälle är Sumgait, 2,1 km söder om Sarıqayabaşı-udden.